# Kandla Airport
Kandla Airport är en flygplats i Indien.   Den ligger i distriktet Kachchh och delstaten Gujarat, i den västra delen av landet, 1 000 km sydväst om huvudstaden New Delhi. Kandla Airport ligger 30 meter över havet.
Terrängen runt Kandla Airport är platt. Runt Kandla Airport är det ganska tätbefolkat, med 67 invånare per kvadratkilometer. Närmaste större samhälle är Gāndhīdhām, 4,7 km sydost om Kandla Airport. Runt Kandla Airport är det i huvudsak tätbebyggt.